# Agustín Díaz Yanes
Agustín Díaz Yanes (Madrid, 9 de setembre de 1950) és un director de cinema, guionista i novel·lista espanyol. Ha estat guardonat en els premis Goya.

## Biografia
Fill de torero, va estudiar història i es va llicenciar per la Universitat Complutense de Madrid en els anys 1970. Va treballar fent classes i traduint de l'anglès. També va exercir com a crític literari i, en aquesta època, es va interessar pel cinema. Va ser llavors que va escriure els seus primers guions, que posteriorment van ser portats al cinema.
La seva reputació com a guionista i les amistats que va conrear li van permetre rodar la pel·lícula Nadie hablará de nosotras cuando hayamos muerto el 1995, que li va valer dos premis Goya: al millor guió original i al millor director novell. El 1995 va rebre un Premi_Ondas com a millor director de cinema. Després de l'èxit de la seva primera pel·lícula va preparar el guió de Madrid Sur, un film de ciència-ficció que no va poder rodar per falta de finançament.
El 2001 va ajuntar Penélope Cruz i Victoria Abril en la seva pel·lícula Sin noticias de Dios, que va ser nominada a onze Goyas. Cinc anys més tard va començar a rodar Alatriste, una cinta basada en la sèrie de novel·les Las aventuras del capitán Alatriste d'Arturo Pérez-Reverte, que va comptar amb un repartiment encapçalat per Viggo Mortensen. Aquesta pel·lícula també va ser nominada a nombrosos Goyas.
El seu últim film fins avui és Sólo quiero caminar, estrenat el novembre de 2008, que li va valer una nova nominació al Goya com a millor director. És el president de l'associació d'Autors Literaris de Mitjans Audiovisuals (ALMA). El 2012 va publicar la seva primera novel·la, Simpatía por el diablo, en la qual hi ha referències al seu amic, l'escriptor Javier Marías i, particularment, a la novel·la Los enamoramientos. Aquest llibre, homenatge als Rolling Stones i la seva cançó "Sympathy for the Devil".

## Premis
- 1996: X Premis Goya al millor director novell i millor guió original per Nadie hablará de nosotras cuando hayamos muerto

## Filmografia
| Any  | Pel·lícula                                      | Psprt                |
| ---- | ----------------------------------------------- | -------------------- |
| 1988 | Baton Rouge                                     | Guionista            |
| 1990 | A solas contigo                                 | Guionista            |
| 1990 | Demasiado corazón                               | Guionista            |
| 1994 | Belmonte                                        | Guionista            |
| 1995 | Nadie hablará de nosotras cuando hayamos muerto | Director i guionista |
| 1997 | Al límite                                       | Guionista            |
| 2001 | Sin noticias de Dios                            | Director i guionista |
| 2006 | Alatriste                                       | Director i guionista |
| 2008 | Sólo quiero caminar                             | Director i guionista |
| 2016 | Oro                                             | Director i guionista |

## Obres literàries
- Simpatía por el diablo, Espasa, Madrid, 2012